# Headingley

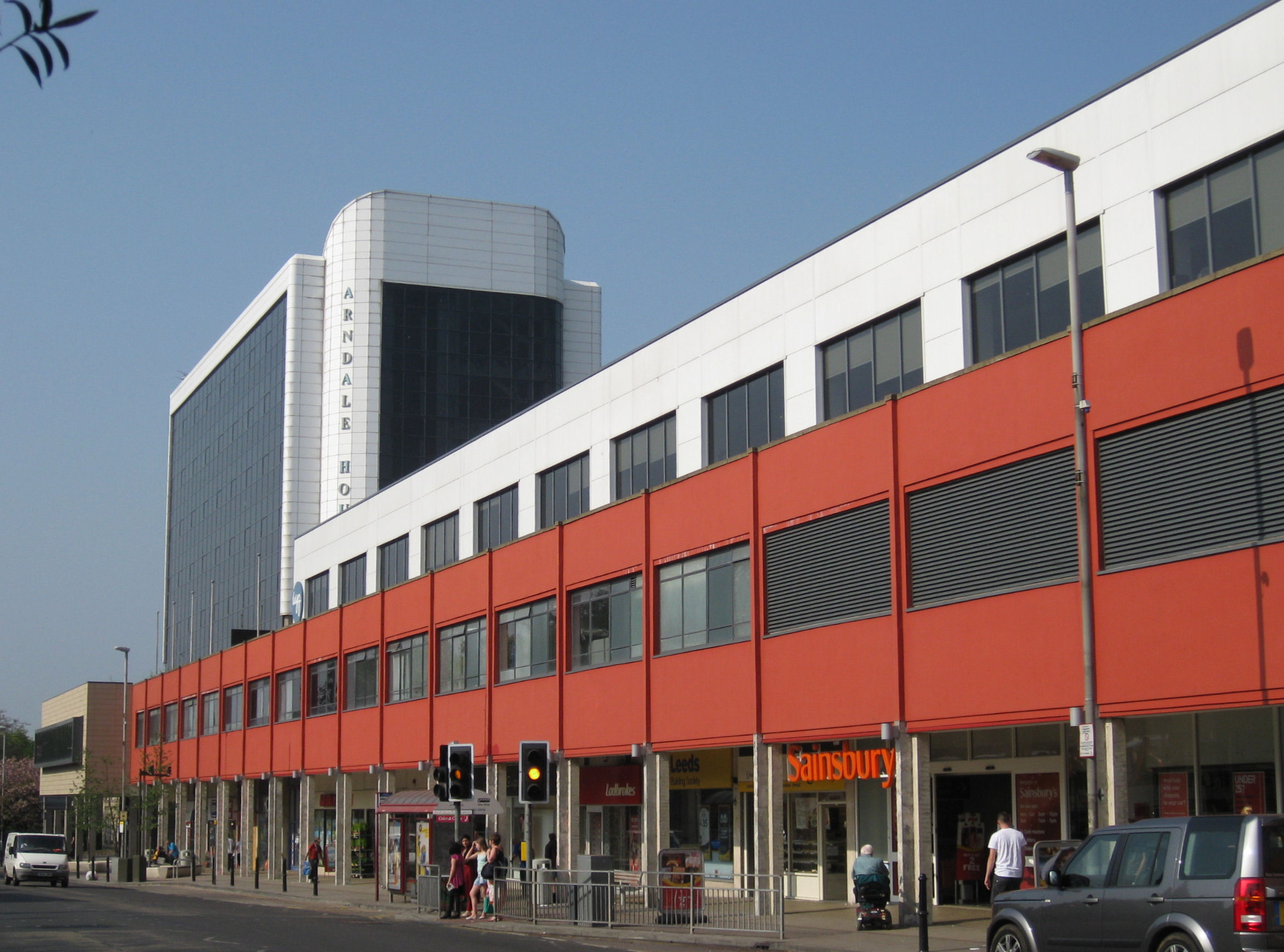
Centre commercial

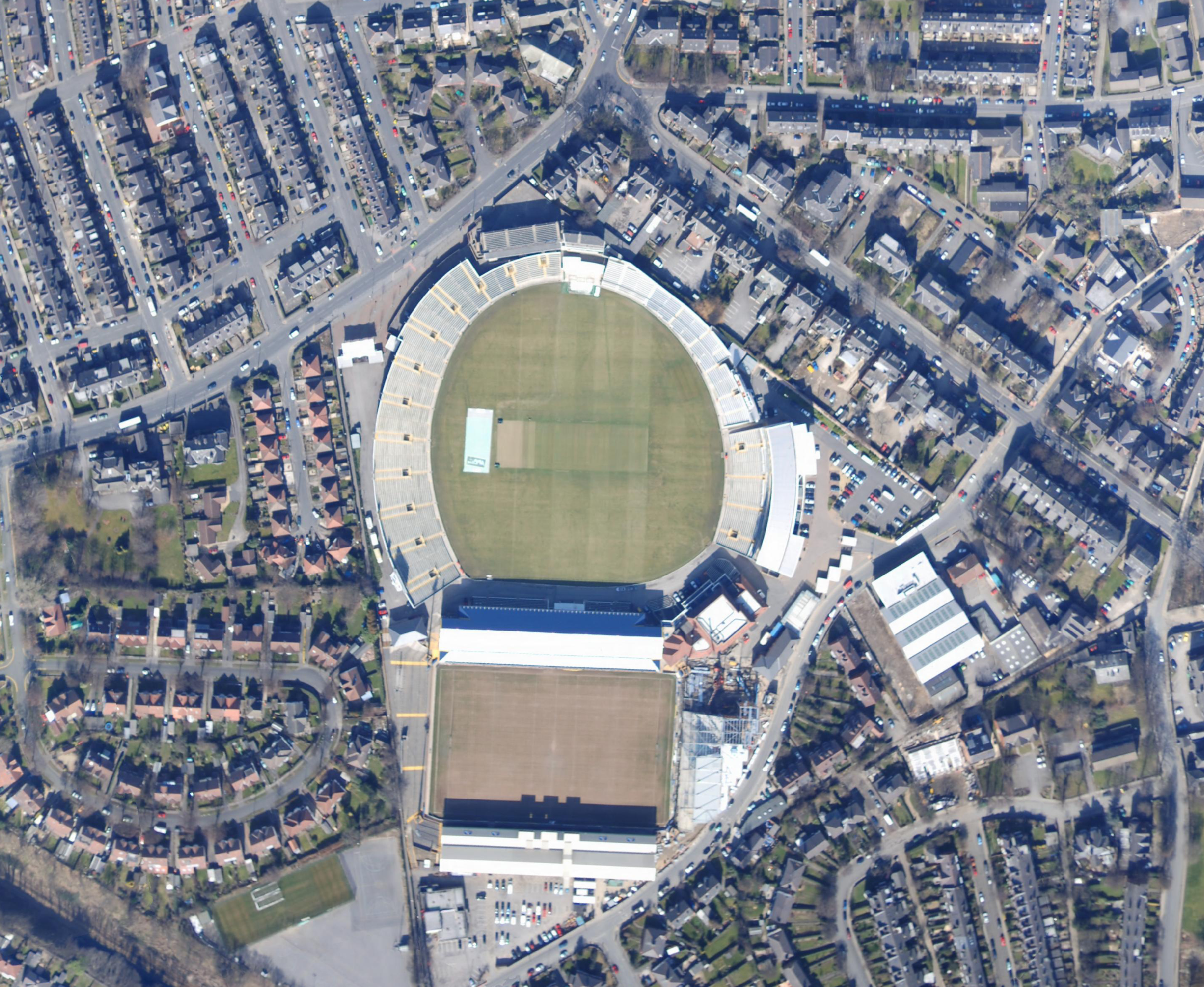
Headingley Stadium.

Headingley est une banlieue de Leeds, Royaume-Uni. Le nom vient probablement de les vieil anglais, Hedde-ingas-leah, et signifie une défrichement des forêts, qui appartient à Hedde.
L'Headingley Rugby Stadium (stade de rugby) et Headingley Cricket Ground (stade de cricket) se situe dans le banlieue. Le banlieue a une part importante de la vie nocturne de la ville avec de nombreux pubs et restaurants. Une grande partie des résidents étudiant à les universités de la ville.  Le quartier possede une gare.

## Histoire
Les Brigantes habité le site au moment de l'arrivée des Romains. Il n'y avait pas de cité majeur dans la région durant l'Antiquité. Après le départ des Romains Headingley est devenu une partie de Elmet, et après sa chute, Deira et de Northumbrie.
Les Vikings ont conquérant la région dans les années 860. Il a gagné en importance car il est devenu le centre de une  wapentake. Le lieu a été mis en ruines au cours la Dévastation du nord de l'Angleterre de Guillaume le Conquérant. Selon le Domesday Book en 1086 il n'y avait que deux fermes gauche.